# توماس أوستيك والتر
توماس أوستيك والتر (4 سبتمبر 1804 – 30 أكتوبر 1887) هو مهندس معماري أمريكي من أصول ألمانية، كان عميد العمارة الأمريكية منذ عام 1820، أي منذ وفاة المعماري بنجامين لاتروب، وحتى ظهور المعماري هنري هوبسون ريتشاردسون في سبعينيات القرن التاسع عشر. كان والتر رابع مهندس معماري في مبنى الكونغرس الأمريكي (الكابيتول) ومسؤولًا عن إضافة الأجنحة الشمالية (مجلس الشيوخ) والجنوبية (مجلس النواب) والقبة المركزية التي تهيمن على المظهر الحالي لمبنى الكابيتول الأمريكي. إن والتر هو أحد مؤسسي الجمعية الأمريكية للمهندسين المعماريين والرئيس الثاني لها، وانتخب كعضو في الجمعية الأمريكية للفلسفة في عام 1839.

## حياته المبكرة
ولد توماس والتر في عام 1804 في فيلاديلفيا، وكان ابنًا لعامل البناء جوزيف س. والتر وزوجته ديبورا. تدرب والتر على حرفة البناء على يد والده، ودرس كذلك الهندسة المعمارية والرسم التقني في معهد فرانكلين. تلقى والتر تدريبًا مبكرًا في مجموعة متنوعة من المجالات، بما في ذلك حرفة البناء والرياضيات والعلوم الفيزيائية والفنون الجميلة. دخل والتر مكتب ويليام ستريكلاند في عمر الخامسة عشرة، ليدرس الهندسة المعمارية والرسم الميكانيكي، ليبدأ بعدها مهنته الخاصة في عام 1830.

## أعماله

### مسيرة مهنية احترافية
- كنيسة سبروس ستريت المعمدانية، شارع سبروس 418، فيلاديلفيا، بنسلفانيا (1829).[6]
- بورتيكو رو، 930-900 شارع سبروس، فيلاديلفيا (1832-1831).
- سجن مويامينسينغ، فيلاديلفيا (1835 -1832).[7]
- الكنيسة المشيخية الأولى في غرب تشيستر، غرب تشيستر، بنسلفانيا (1832).[8]
- مستشفى ويلز للعيون، ساحة لوغان، فيلاديلفيا (1832).[9]
- فاونديرز هول، كلية جيرارد للأيتام، فيلاديلفيا (1848-1833).[10]
- توسع الأندلس، بلدة بنسالم، بنسلفانيا (1833-1832).[11]
- قاعة سانت جورج، مقر إقامة ماثيو نيوكيرك (1835).[12]
- إعادة تجديد داخلي لكنيسة المسيح، فيلاديلفيا (1836-1835).[13]
- بنك مقاطعة تشيستر، غرب تشيستر، بنسلفانيا (1836).[14]
- مدرسة ويست تشيستر للبنات، غرب تشيستر (1838).[15]
- النصب التذكاري لجسر نيوكيرك، غرب فيلاديلفيا، فيلاديلفيا (1839).[16]
- كنيسة سانت جيمس الأسقفية، ويلمنغتون، نورث كارولينا (1840-1839).
- أكاديمية نورفولك، نورفولك، فيرجينيا (1840).
- كنيسة ليكسينغتون المشيخية، ليكسينغتون، فيرجينيا (1843).[17]
- حاجز الأمواج، لا غوايرا، فنزويلا (1845- 1843).[18]
- كنيسة الصليب، تشابل هيل، نورث كارولينا (1843).
- كنيسة تاب ستريت المشيخية، بطرسبرغ، فيرجينيا (1843).
- مساكن ويندر،234-232.س، شارع 3، فيلاديلفيا.[19]
- محكمة مقاطعة تشيستر، غرب تشيستر (1846-1847).[20]
- قاعة مقاطعة تشيستر البستانية، غرب تشيستر (1848).[21]
- كوخ إنغلوود، الكستناء هيل، فيلاديلفيا (نحو عام 1850).

### كمهندس معماري لمبنى الكونغرس الأمريكي
- الانتهاء من الجناح الشرقي، مبنى مكتب براءات الاختراع القديم، واشنطن العاصمة (1853-).
- الجناح الغربي، مبنى مكتب براءات الاختراع القديم، واشنطن العاصمة (1854-1851، احترق في عام 1877).
- قبة الكابيتول الأمريكية، واشنطن العاصمة (1866-1855).
- التصميم الأولي لتوسيع مبنى الخزينة، واشنطن العاصمة (نحو عام 1855).
- توسع مكتب البريد العام، واشنطن العاصمة (1866-1855).
- الثكنات البحرية، بينساكولا، فلوريدا (1857).
- الثكنات البحرية، بروكلين، نيويورك (1859-1858).[22]

### مسيرته المهنية المتأخرة
- منزل إنغليسايد، واشنطن العاصمة (نحو عام 1850).
- منزل غاريت- دان، جادّة جيرمان تاون 7048، حي ماونت إيري، فيلاديلفيا (نحو عام 1850، احترق في عام 2009).
- الكنيسة المشيخية الخامسة، شارع 500 I N.W، واشنطن العاصمة (1852).
- منزل توماس أوستيك والتر، جيرمان تاون، فيلاديلفيا (1861-1860، هُدم نحو عام 1920).
- كنيسة يوتاو بليس المعمدانية، بالتيمور، ماريلاند (1871-1868).

اقتُرح أن والتر، هو من صمم حي ب وحي د على طراز الإمبراطورية الثانية في أدميرالز رو في بروكلين، نيويورك.

### الكابيتول الأمريكي وقبته
إن أشهر الأبنية التي صممها والتر هي قبة مبنى الكابيتول الأمريكي. بحلول عام 1850، كان التوسع السريع للولايات المتحدة، وبالتالي للكونجرس الأمريكي، قد تسبب في تناقص المساحة في مبنى الكابيتول. فاختير والتر لتصميم ملحقات للمبنى. زاد المخطط الذي وضعه والتر حجم المبنى الحالي لأكثر من الضعف، وأضاف القبة المعروفة حاليًا والمصنوعة من الحديد الصلب.
كان هناك ما لا يقل عن ستة رسامين في مكتب والتر، برئاسة كبير مساعدي والتر أوغست شوينبورن، وهو مهاجر ألماني تعلم مهنته من الصفر، وتبين أنه كان مسؤولًا عن بعض الأفكار الأساسية في هيكل الكابيتول. اشتملت هذه الأفكار على الأضلاع القوسية المنحنية، بالإضافة إلى تنسيق ابتكاري استُخدم لدعم قاعدة الأعمدة. وهذا ما جعل عرض قاعدة العمود تبدو متجاوزة لأبعاد القطر الفعلي، وبالتالي زيادة نسب الهيكل الكلي.
بدأت عمليات البناء على الأجنحة في عام 1851 وتقدمت بسرعة؛ اجتمع مجلس النواب في أماكنه الجديدة في ديسمبر من عام 1857 واحتل مجلس الشيوخ قاعته الجديدة بحلول يناير من عام 1859.
صادق الكونغرس الأمريكي على قبة والتر المصنوعة من الحديد الصلب والمقاومة للنيران في 3 مارس من عام 1855، واكتمل تشييدها تقريبًا بحلول 2 ديسمبر من عام 1863، عندما وضع تمثال الحرية في الأعلى. أضيف إطار القبة المصنوع من الحديد الصلب من قبل شركة آدريان جينس فولير كيرتلاند المصنّعة للحديد.